# ヒツジバエ科
ヒツジバエ科（Oestridae）は、ハエ目（双翅目）に属する科の一つ。世界に28属151種が知られている。ハエ目の科としては種数が少ない方であるが、幼虫がヒトその他の哺乳類に寄生し、蠅蛆症を引き起こすことでよく知られている。その中でもヒトヒフバエ Dermatobia hominis は、幼虫がヒトの皮膚に寄生して蠅蛆症を引き起こすことが知られている。

## 概要

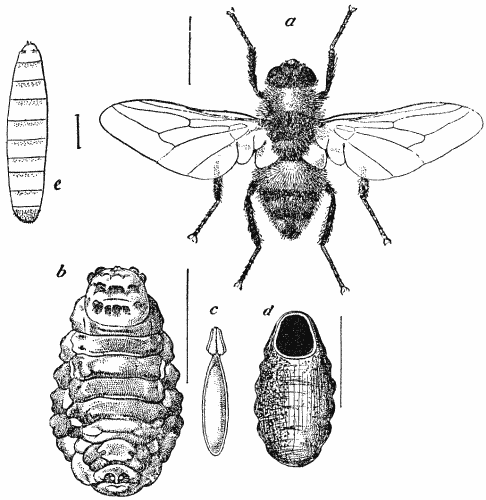
ウシバエの成虫と幼虫

体長は8-35mm。大型になる種としてはウサギヒフバエ属 Cuterebra や Gyrostigma 属（サイヤドリバエなど）がある。ウシバエ属やウマバエ属 Gasterophilus の種、Cobboldia 属の種など、ミツバチやクマバチ、スズメバチなどの膜翅目に似た体色や体型をして、それらの種に擬態している種もある。

## 寄生

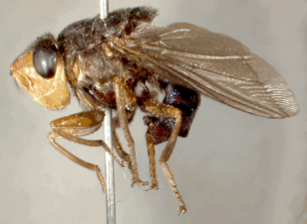
ヒトヒフバエのメス

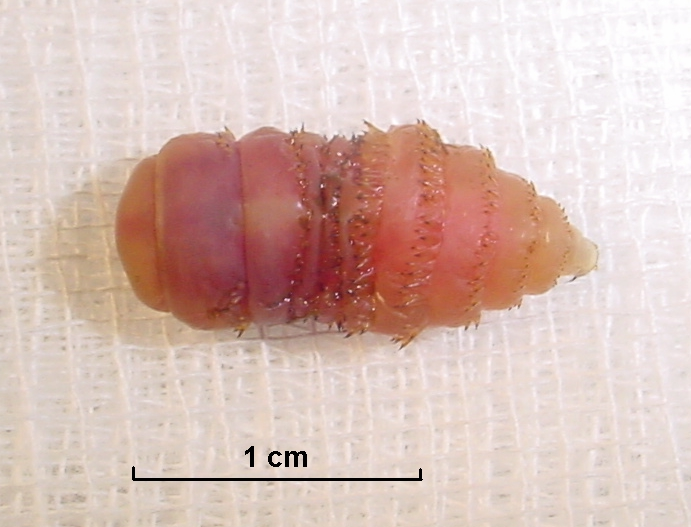
ウマバエの幼虫

ヒツジバエ科の各種は直接寄主に卵を産み付けるか、イエバエなどの中間宿主を介して卵を皮膚に産み付ける。産み付ける場所は大きく分けて3つあり、皮膚（真皮、皮下）、鼻咽頭、腸内である。中間宿主を用いるのは、寄主の哺乳類がヒツジバエ科の接近を認識できるためである。ヒツジバエ科の幼虫は寄主の皮膚に穴を掘って、そこで生活する。そのため、寄主にされた動物は皮膚に蠅蛆症を発症する。成熟した幼虫は寄主から離れ、土中で蛹になる。
馬術に用いられるウマを寄主とするヒツジバエ科の種は、前脚の砲骨や膝、時にはのどや鼻の中に卵を産み付ける（産卵場所は種によって異なる）。寄生を防ぐためには、孵化する前に卵を注意深く除去する必要があるが、鼻などに産み付けられた場合は、そこから口や胃、そして腸に入り込み、そこで孵化した幼虫によって組織の炎症が起こり、結果として組織の腐食や潰瘍がそこに生じる。
ウシの場合、ヒツジバエ科によって付けられた傷から、バクテリアの1種であるマンヘミア Mannheimia granulomatis が侵入し、レチグアナ病を引き起こす。レチグアナ病にかかったウシは、抗生物質による治療を行わなければ、3-11ヶ月で死に至る。